# Günter Lehofer
Günter Lehofer (* 6. Jänner 1944) ist ein österreichischer Journalist und Autor von Wanderführern und Krimis. Er lebt in Graz.

## Leben
Günter Lehofer war 40 Jahre lang Redakteur der Kleinen Zeitung in Klagenfurt und Graz mit dem Schwerpunkt Außenpolitik. In seiner Freizeit schrieb er zahlreiche Wanderführer. Seit seiner Pensionierung ist er auch als Autor von Krimis in Erscheinung getreten.

## Werke
- Günter Lehofer: Anna und die Südwand. Leykam Verlag, Graz, 2015.
- Helmut Lang, Günter Lehofer: Kärntner Seen – Wanderungen um die Seen und auf die Berge. Bergverlag Rother, München, 2015.
- Günter Lehofer: Ein paar Tage mehr im Libanon. Novum Pro Verlag, 2009.
- Günter Lehofer: Ein Besuch in Kärnten. Novum Pro Verlag, 2008.
- Günter Lehofer: Nockberge – Nationalpark, Liesertal und Gurktaler Alpen. Bergverlag Rother, München, 1999.
- Günter Lehofer: Naturparadies Hohe Tauern. Styria Premium Verlag, Wien, 1996.